# Of Monsters and Men
Оф манстерс енд мен (енгл. Of monsters and men - О чудовиштима и људима) је шесточлана исландска инди поп група формирана 2010. године. Бенд чине певачица и гитаристкиња Нана Бриндис Хилмарсдоутир, певач и гитариста Рагнар Тоурхалсон (Раги), гитариста Бринјар Лејфсон, бубњар Артнар Роузенкранц Хилмарсон, клавијатуриста и хармоникаш Ауртни Гудјоунсон и басиста Паудл Кристјаунсон. Током турнеје 2012. године, бенду се прикључила трубачица Рагнихилдур Гунарсдоутир.
Идеја о бенду настала је 2009. године када је Нана Хилмарсдоутир одлучила да почне да ради на свом соло-пројекту, „Птица певачица“. Оф манстерс енд мен почели су да стичу популарност након победе у исландском такмичењу бендова „Мусиктилраунир“. Годину дана касније, објавили су први макси-сингл под именом Into the Woods. Албум је садржао четири песме: Six Weeks, Love Love Love, From Finner и њихов највећи досадашњи хит, Little Talks. Албум је садржао претходно објављене песме, као и осам нових, а достигао је шесто место на US Billboard 200 листи. Поред тога, освојио је врх исландске и ирске топ-листе албума, треће место на британској, четврто на немачкој, а пето на холандској и канадској листи.